# Hyvinkää Falcons 2018
Questa voce raccoglie le informazioni riguardanti gli Hyvinkää Falcons nelle competizioni ufficiali della stagione 2018.

## Maschile

### III-divisioona 2018

#### Stagione regolare
| Hyvinkää 3 giugno 2018, ore 15:00 1ª giornata | Hyvinkää Falcons | 7 – 11 | Wasa Royal A's | Perttulan urheilupuisto |

| Rovaniemi 9 giugno 2018, ore 12:30 2ª giornata | Rovaniemi Nordmen | 26 – 0 | Hyvinkää Falcons | Susivouti |

| Hyvinkää 16 giugno 2018, ore 16:00 3ª giornata | Hyvinkää Falcons | 28 – 0 | Turku Trojans | Perttulan urheilupuisto |

| 30 giugno 2018, ore 11:00 4ª giornata | Pirkanmaa Patriots | 12 – 6 | Hyvinkää Falcons |  |

| Hyvinkää 6 luglio 2018, ore 18:30 5ª giornata | Hyvinkää Falcons | 15 – 21 | Rusko Mayhem | Perttulan urheilupuisto |

| Hyvinkää 13 luglio 2018, ore 18:30 6ª giornata | Hyvinkää Falcons | 32 – 6 | Vantaan TAFT | Perttulan urheilupuisto |

| Sipoo 21 luglio 2018, ore 12:00 7ª giornata | Sipoo Bulldogs | 23 – 34 | Hyvinkää Falcons | Nikkilän keskusurheilukenttä |

### Statistiche di squadra
| Competizione      | %Vittorie | In casa | In casa | In casa | In casa | In casa | In casa | In trasferta | In trasferta | In trasferta | In trasferta | In trasferta | In trasferta | Totale | Totale | Totale | Totale | Totale | Totale |
| Competizione      | %Vittorie | G       | V       | N       | P       | Pf      | Ps      | G            | V            | N            | P            | Pf           | Ps           | G      | V      | N      | P      | Pf     | Ps     |
| ----------------- | --------- | ------- | ------- | ------- | ------- | ------- | ------- | ------------ | ------------ | ------------ | ------------ | ------------ | ------------ | ------ | ------ | ------ | ------ | ------ | ------ |
| Stagione regolare | .429      | 4       | 2       | 0       | 2       | 82      | 38      | 3            | 1            | 0            | 2            | 40           | 61           | 7      | 3      | 0      | 4      | 122    | 99     |
| Totale            | .429      | 4       | 2       | 0       | 2       | 82      | 38      | 3            | 1            | 0            | 2            | 40           | 61           | 7      | 3      | 0      | 4      | 122    | 99     |

## Femminile

### Naisten I-divisioona 2018

#### Stagione regolare
| Raisio 20 maggio 2018, ore 13:00 2ª giornata | West Coast Phoenix | 32 – 0 | Hyvinkää Falcons | Kerttulan urheilukenttä |

| Lohja 27 maggio 2018, ore 14:00 3ª giornata | Lohja Lionesses | 40 – 6 (8-0 6-6 12-0 14-0) referto | Hyvinkää Falcons | Harjun kenttä (120 spett.)\| Arbitro: \| O. Tikkanen \| |
| Arbitro:                                    | O. Tikkanen     |                                    |                  |                                                         |

| Helsinki 2 giugno 2018, ore 15:30 4ª giornata | Helsinki Wolverines Blue | 46 – 14 (19-6 14-0 0-0 13-8) referto | Hyvinkää Falcons | Brahen kenttä (98 spett.)\| Arbitro: \| K. Voutilainen \| |
| Arbitro:                                      | K. Voutilainen           |                                      |                  |                                                           |

| Hyvinkää 16 giugno 2018, ore 12:00 6ª giornata | Hyvinkää Falcons | 0 – 57 | Turku Trojans | Hyvinkään urheilupuisto |

| Hyvinkää 7 luglio 2018, ore 12:00 8ª giornata | Hyvinkää Falcons | 0 – 28 | West Coast Phoenix | Perttulan urheilupuisto |

| Hyvinkää 15 luglio 2018, ore 16:00 9ª giornata | Hyvinkää Falcons | 12 – 28 | Lohja Lionesses | Perttulan urheilupuisto |

### Statistiche di squadra
| Competizione      | %Vittorie | In casa | In casa | In casa | In casa | In casa | In casa | In trasferta | In trasferta | In trasferta | In trasferta | In trasferta | In trasferta | Totale | Totale | Totale | Totale | Totale | Totale |
| Competizione      | %Vittorie | G       | V       | N       | P       | Pf      | Ps      | G            | V            | N            | P            | Pf           | Ps           | G      | V      | N      | P      | Pf     | Ps     |
| ----------------- | --------- | ------- | ------- | ------- | ------- | ------- | ------- | ------------ | ------------ | ------------ | ------------ | ------------ | ------------ | ------ | ------ | ------ | ------ | ------ | ------ |
| Stagione regolare | .000      | 3       | 0       | 0       | 3       | 12      | 113     | 3            | 0            | 0            | 3            | 20           | 118          | 6      | 0      | 0      | 6      | 32     | 231    |
| Totale            | .000      | 3       | 0       | 0       | 3       | 12      | 113     | 3            | 0            | 0            | 3            | 20           | 118          | 6      | 0      | 0      | 6      | 32     | 231    |